# Trilli (film)
Trilli (Tinker Bell) è un film d'animazione statunitense direct-to-video del 2008 diretto da Bradley Raymond, facente parte del franchise Disney Fairies e prodotto da Walt Disney Pictures.
Il film ruota attorno a Trilli, una fata creata da J. M. Barrie per la sua opera teatrale Peter Pan, o il ragazzo che non voleva crescere, e apparsa nel Classico Disney del 1953 Le avventure di Peter Pan e nel suo sequel del 2002 Ritorno all'Isola che non c'è. A differenza dei due film di Peter Pan della Disney con il personaggio, che erano stati prodotti utilizzando principalmente animazione tradizionale, Trilli venne prodotto utilizzando la modellazione digitale in 3D.
Il film venne distribuito in DVD e Blu-ray Disc negli Stati Uniti da Walt Disney Home Entertainment il 28 ottobre 2008, mentre in Italia uscì il successivo 13 novembre.
Il film inizia a raccontare le precedenti avventure di Trilli, prima di diventare amica di Peter Pan.

## Trama
Prima di diventare la compagna di avventure di Peter Pan Trilli nasce dalla prima risata di un bambino, e viene portata dal vento alla Radura Incantata (che fa parte dell'Isola che non c'è). Si apprende che il suo talento è quello di essere una tuttofare, le fate che fanno e sistemano le cose. Altri due tuttofare, Bloblò e Clank, le insegnano la loro arte e le raccontano delle fate che visitano il mondo fermo per portare le stagioni. Trilli è entusiasta e non vede l'ora di andare nel mondo fermo per la primavera.
Mentre è fuori per lavoro, incontra Argentea, una fata dell'acqua; Rosetta, una fata giardiniera; Iridessa, una fata della luce; e Daina, una fata degli animali. Dopo il loro incontro, si accorge di Vidia, una fata del volo veloce che la prende subito in antipatia a causa del suo insolitamente forte talento. Vidia la sfida a dimostrare di essere in grado di andare nel mondo fermo, e Trilli crea diverse invenzioni che mostra al ministro della primavera. Ma Trilli impara presto dalla regina Clarion che solo le fate con talenti legati alla natura possono visitare il mondo fermo.
Trilli allora cerca di imparare delle abilità naturali, facendo le gocce di rugiada con Argentea, illuminando le lucciole con Iridessa e cercando con Daina di insegnare agli uccellini a volare, ma fallisce miseramente in tutto. Nel frattempo, Bloblò e Clank coprono Trilli quando vengono interrogati da Fairy Mary, la fata tuttofare sorvegliante. Quando Trilli ritorna cerca di spiegare, ma Mary risponde semplicemente di sapere già tutto, ed esprime la sua delusione per le azioni di Trilli.
Sulla spiaggia, Trilli scopre dei pezzi di un carillon e capisce come metterli insieme. Iridessa, Daina, Argentea e Rosetta la vedono e le dicono che dovrebbe essere orgogliosa del suo talento come tuttofare, e che il mondo fermo non le dovrebbe importare. Ma Trilli ha ancora voglia di andarci. Chiede a Rosetta se potrà insegnarle ad essere una fata giardiniera, ma Rosetta le dice che crede che il suo talento stia nell'armeggiare.
Come ultima risorsa, Trilli chiede aiuto a Vidia per diventare una fata del volo veloce. Vidia le dice astutamente che catturare i cardi scattanti potrebbe provare il suo valore. Tuttavia, una volta che vede Trilli sta facendo progressi, lei lascia liberi i cardi catturati e, nel tentativo di riacchiapparli, Trilli distrugge tutti i preparativi per la primavera. A quel punto decide di andarsene, ma dopo aver parlato con lo spargi-polvere Terence su quanto sia importante il suo lavoro, si rende conto dell'importanza di un tuttofare.
Trilli si riscatta inventando macchine che accelerano il processo di decorazione di fiori, coccinelle, ecc. In questo modo le altre fate tornano nei tempi previsti, salvando così l'arrivo della primavera. Vidia viene punita per aver spinto Trilli a causare il caos, e la regina Clarion permette alla protagonista di unirsi alle fate con talenti legati alla natura quando porteranno la primavera nel mondo fermo. A Trilli viene dato il compito di consegnare il carillon alla sua proprietaria originale (che si scopre essere Wendy Darling). La narratrice conclude dicendo che quando giochi perduti sono trovati o un orologio rotto ricomincia a funzionare, "significa che una fata molto speciale è più vicina di quanto possiate immaginare".

## Personaggi
- Trilli (Tinker Bell): una fata tuttofare nata dalla prima risata di un bambino. È affascinata dalle storie nel mondo fermo, ed è quindi scoraggiata nell'apprendere che i tuttofare non ci vanno. Cerca di imparare varie altre abilità prima di accettare infine, con l'aiuto dei suoi amici, che di essere veramente una tuttofare. Aiuta a riparare i danni enormi che ha creato e viene premiata, poiché le viene permesso di unirsi alle fate della natura nel loro viaggio, dove riporta a Wendy il suo giocattolo perduto.
- Rosetta: una fata giardiniera che in un primo momento accetta di insegnare a Trilli il suo talento, ma in seguito cambia idea dopo aver visto Trilli aggiustare un carillon.
- Iridessa: una fata della luce che cerca di insegnare a Trilli a illuminare le lucciole. È spesso la prima ad esprimere disagio quando Trilli non vuole accettare il suo lavoro come tuttofare.
- Argentea (Silvermist): una fata dell'acqua che cerca di insegnare a Trilli a fare le gocce di rugiada. È in possesso di un impertinente senso dell'umorismo.
- Daina (Fawn): una fata degli animali che cerca di insegnare a Trilli a far volare gli uccellini. È la più vicina a Trilli, ed esprime il suo desiderio che lei sia felice, che suggerisce essere nell'aggiustare le cose.
- Fairy Mary: la sorvegliante delle fate tuttofare, che esprime alta speranza in Trilli. È molto delusa nell'apprendere che a Trilli non piace essere una tuttofare, ma le piace vederla accettare il suo lavoro e contribuire a riparare i danni causati alla primavera. Mary la incarica di riconsegnare il giocattolo da lei riparato.
- Terence: il custode della polvere di fata, che è sorpreso di scoprire che Trilli conosca il suo nome. Nel ricordare come il suo lavoro non sia importante, fa realizzare a Trilli la propria importanza.
- Clank: un grosso folletto tuttofare con una voce tonante. Egli si trova di solito con Bloblò o Trilli.
- Bloblò (Bobble): un esile folletto tuttofare con grandi occhiali fatti con gocce di rugiada che aiuta Trilli; si trova di solito con Clank o con Caciotta, un topo.
- Vidia: una fata del volo veloce, rivale di Trilli e antagonista principale del film. È umiliata da Trilli quando entrambe scelgono lo stesso nascondiglio da un falco, e a Vidia cade addosso un carico di frutta. Quando Trilli va a chiederle aiuto, Vidia astutamente suggerisce che Trilli catturi dei cardi scattanti. Vidia viene poi punita per la sua parte in questo.
- Regina Clarion (Queen Clarion): la regina di tutta la Radura Incantata, che dà a Trilli il suo lavoro e sovrintende le quattro stagioni. È diffidente del desiderio di Trilli, e tale diffidenza si dimostra corretta quando Trilli distrugge accidentalmente i preparativi per la primavera dopo essere stata sabotata da Vidia. La regina tuttavia perdona Trilli dopo che la fata ha aiutato a riparare il danno fatto. La regina poi premia Trilli, consentendole di andare nel mondo fermo.
- Ministro della primavera: il gran maestro della primavera, che fa in modo che tutto sia finito in tempo.
- Wendy Darling: la bambina il cui giocattolo viene riparato da Trilli. Esso le viene ridato alla fine del film.

## Produzione
Trilli è il primo film Disney a caratterizzare la fata Trilli in un ruolo parlato. L'attrice Brittany Murphy era stata originariamente scelta per la parte, prima che il ruolo andasse a Mae Whitman. Previsto per la distribuzione nell'autunno 2007, il film sperimentò ritardi connessi ai cambiamenti di personale nella gestione Disney. Secondo un articolo di Variety del giugno 2007, Sharon Morrill, il capo della divisione direct-to-video dei DisneyToons Studios dal 1994, venne rimosso da questa posizione a causa di problemi con questo film, tra cui un budget che si era esteso a quasi 50 milioni di dollari, e "quasi due dozzine di versioni della sceneggiatura e una dozzina di registi diversi". Ai dirigenti della Pixar John Lasseter e Edwin Catmull venne data la leadership della Walt Disney Feature Animation dopo che la Disney aveva acquisito la Pixar all'inizio del 2006, e anche se i DisneyToons Studios non sono sotto la loro gestione, "sembra che siano sempre più coinvolti nelle operazioni dell'unità". Lasseter disse che il film era a quel tempo "praticamente inguardabile" e che avrebbe danneggiato sia la Walt Disney Feature Animation che la linea Disney Consumer Products che era stato concepito per supportare. Morill venne spostato ai "progetti speciali" e lo stato del film era seriamente in dubbio. L'osservatore Disney Jim Hill riferì all'epoca che le complicazioni che circondavano questo film avevano condotto alla decisione che la Disney non avrebbe più prodotto sequel direct-to-video per i suoi lungometraggi.

## Colonna sonora
La colonna sonora del film è stata composta da Joel McNeely, che ha registrato la musica di un ensemble di 88 pezzi della Hollywood Studio Symphony e la solista di violino celtico Máiréad Nesbitt al Sony Scoring Stage.

### Album
La colonna sonora del film venne distribuita il 14 ottobre 2008, una settimana prima dell'uscita del DVD, e contiene canzoni dal film e ispirate a esso.

#### Tracce
1. To the Fairies They Draw Near - Loreena McKennitt
2. Fly to Your Heart - Selena Gomez
3. How to Believe - Ruby Summer
4. Let Your Heart Sing - Katharine McPhee
5. Be True - Jonatha Brooke
6. To the Fairies They Draw Near, Part II - Loreena McKennitt
7. Shine - Tiffany Giardina
8. Fly With Me - Kari Kimmel
9. Wonder of It All - Scottie Haskell
10. End Credit Score Suite - Joel McNeely

## Distribuzione

### Data di uscita
Il film vide una breve uscita in sala a El Capitan Theatre tra il 19 settembre e il 2 ottobre. Il film uscì al cinema, nel corso del 2008, anche nei seguenti Stati:
- 11 settembre in Argentina
- 19 settembre in Messico
- 23 ottobre in Russia
- 23 dicembre in Giappone

### Edizione italiana
Il doppiaggio italiano del film venne eseguito dalla Dubbing Brothers Int. Italia e diretto da Leslie La Penna su dialoghi di Paola Valentini. Le canzoni sono dirette da Ermavilo su testi di Lorena Brancucci, e sono interpretate da Rossella Ruini e Renata Fusco. La canzone portante del film Fly to Your Heart nell'edizione italiana è eseguita da Amalia Gré con il titolo Volerai.

## Doppiaggio
| Personaggio              | Doppiatore originale | Doppiatore italiano  |
| ------------------------ | -------------------- | -------------------- |
| Trilli                   | Mae Whitman          | Joy Saltarelli       |
| Rosetta                  | Kristin Chenoweth    | Perla Liberatori     |
| Iridessa                 | Raven-Symoné         | Denny Mendez         |
| Argentea (Silvermist)    | Lucy Liu             | Federica De Bortoli  |
| Daina (Fawn)             | America Ferrera      | Domitilla D'Amico    |
| Fairy Mary               | Jane Horrocks        | Paola Giannetti      |
| Vidia                    | Pamela Adlon         | Laura Cosenza        |
| Terence                  | Jesse McCartney      | Giulio Rubinelli     |
| Clank                    | Jeff Bennett         | Luca Bizzarri        |
| Bloblò (Bobble)          | Rob Paulsen          | Paolo Kessisoglu     |
| Regina Clarion           | Anjelica Huston      | Antonella Giannini   |
| Ministro dell'estate     | Kathy Najimy         | Carolina Zaccarini   |
| Ministro della primavera | Steve Valentine      | Sergio Lucchetti     |
| Ministro dell'autunno    | Richard Portnow      | Riccardo Deodati     |
| Ministro dell'inverno    | Gail Borges          | Silvia Tortarolo     |
| Wendy Darling            | America Young        | Letizia Ciampa       |
| Lucciole                 | Bob Bergen           |                      |
| Voce narrante            | Loreena McKennitt    | Francesca Fiorentini |

## Accoglienza
Il film è stato ben accolto dalla critica, con l'aggregatore di recensioni Rotten Tomatoes che riporta un punteggio di sei e mezzo.
In Nord America, 668 000 copie vennero vendute nel giorno dell'uscita, circa il 22% al di sopra delle aspettative precedenti. Le vendite del DVD incassarono 52.201.882 dollari per 3.347.686 unità vendute.

## Promozione
Il personaggio animato in digitale di Trilli e le altre fate che compaiono nel film apparvero nei bumper di Disney Channel, in cui disegnavano il logo del canale con le loro bacchette. Quella di Rosetta rappresenta il suo webisodio. Gli sforzi di marketing per il film includevano un tie-in con la Southwest Airlines, decorando e chiamando un Boeing 737 "Tinker Bell One". Gli assistenti di volo indossavano ali di fata e assegnavano premi ai passeggeri che rispondevano correttamente a domande sul personaggio di Trilli.
Frank Nissen, regista di Cenerentola - Il gioco del destino, diresse una serie di webisodi per promuovere il film sul canale "Fairies" del sito di Disney XD. Fatta eccezione per un paio di effetti vocali, solo uno contiene dialoghi. Essi sono stati trasmessi anche su Rai 2.
| Titolo                      | Descrizione |
| --------------------------- | --- |
| Tink and the Bell           | Trilli trova una campanella d'argento, fa delle facce buffe al suo riflesso in essa, e poi ci rimane incastrata.                                         |
| Tink and the Pepper Shaker  | Trilli trova un agitatore di pepe e ci gioca. |
| Fawn and the Log            | Daina tenta di svegliare alcuni scoiattoli assonnati in un tronco.                                                                                       |
| Fawn and the Butterfly      | Daina tenta di aiutare una farfalla che sta avendo dei problemi ad uscire dalla sua crisalide.                                                           |
| Silvermist and the Fish     | Argentea aiuta un piccolo pesce a risalire una cascata così che possa stare con la sua famiglia.                                                         |
| Iridessa and the Light Bugs | Con l'aiuto della polvere di fata, Iridessa aiuta le lucciole a illuminarsi.                                                                             |
| Rosetta and the Flower      | Rosetta ha qualche problema nel fare in modo che una gemma di fiore testarda si apra. (Di questo webisodio esistono due versioni, con dialoghi e senza). |
| Tink and the Bird           | Questo episodio venne trasmesso su ABC nella loro trasmissione speciale de Le avventure di Peter Pan.                                                    |

## Edizioni home video

### DVD

#### Prima edizione
La prima edizione DVD del film uscì in Italia il 12 novembre 2008. Il DVD uscì anche in un'edizione speciale da collezione con un libro illustrato. In occasione dell'uscita dei film successivi il DVD venne ristampato per l'inserimento in vari cofanetti.

##### Caratteristiche
- Lingue in Dolby Digital 5.1: italiano, inglese, tedesco e turco.;
- Sottotitoli in italiano, inglese, inglese per non udenti, tedesco e turco;
- Contenuti speciali:
  - Guida magica alla Radura Incantata;
  - L'allenamento di Trilli;
  - Vi siete mai chiesti...;
  - La creazione della Radura Incantata;
  - Scene eliminate;
  - Bumper - Trilli ritornerà;
  - Videoclip di Amalia Gré;
  - Luca e Paolo interpretano Clank e Bloblò.

### Blu-ray Disc
La prima edizione BD del film uscì in Italia il 12 novembre 2008.

#### Caratteristiche
- Lingue in Dolby Digital 5.1: italiano, inglese e tedesco;
- Lingue in DTS 5.1: italiano e tedesco;
- Lingua inglese in PCM 5.1;
- Sottotitoli in italiano, inglese, tedesco e inglese per non udenti.;
- Gli stessi contenuti speciali del DVD.

## Sequel
Sono stati distribuiti cinque sequel del film e uno special televisivo: Trilli e il tesoro perduto (2009), Trilli e il grande salvataggio (2010), I Giochi della Radura Incantata (2011), Trilli e il segreto delle ali (2012), Trilli e la nave pirata (2014), Trilli e la creatura leggendaria (2015).